# Charles Foster (Hürdenläufer)
Charles Foster (Charles Wayne Foster; * 2. Juli 1953 in Greensboro, North Carolina; † 31. März 2019) war ein US-amerikanischer Hürdenläufer, der sich auf die 110-Meter-Distanz spezialisiert hatte.
1975 siegte er bei der Universiade.
Bei den Olympischen Spielen 1976 in Montreal kam er auf den vierten Platz mit seiner persönlichen Bestzeit von 13,41 s.
1977 wurde er Dritter beim Leichtathletik-Weltcup in Düsseldorf und gewann Silber bei den Pacific Conference Games.
Bei den Panamerikanischen Spielen 1979 in San Juan holte er Bronze.
Über 110 Meter Hürden wurde er 1974 sowie 1977 US-Meister und 1974 Französischer Meister, über 60 Yards Hürden 1975 sowie 1978 US-Hallenmeister und über 60 Meter Hürden 1974 Italienischer Hallenmeister. Für die North Carolina Central University startend wurde er 1974 NCAA-Meister.

## Persönliche Bestzeiten
- 50 m Hürden (Halle): 6,56 s, 3. Februar 1979, Edmonton
- 60 m Hürden (Halle): 7,67 s, 14. März 1978, Mailand
- 110 m Hürden: 13,41 s, 28. Juli 1976, Montreal (handgestoppt: 13,3 s, 21. Juli 1974, Siena)